# پیتر سنگه
پیتر سنگه (انگلیسی: Peter Senge؛ زادهٔ ۱۹۴۷) یک دانشمند در زمینه علوم سامانه‌ها اهل ایالات متحده آمریکا است. پیتر مایکل سنگه استاد مدرسه مدیریت، عضو هیئت علمی مؤسسه سیستم‌های پیچیده، و بنیان‌گذار جامعه سازمانی یادگیرنده می‌باشد. او فلسفه نیز مطالعه کرده‌است. پیتر سنگه کارشناسی خود را در رشته مهندسی هوافضا، مهندسی را در رشته مدل‌سازی سیستم‌های اجتماعی در سال ۱۹۷۲، و دکترای خود را در رشته مدیریت در سال ۱۹۷۸ گرفته‌است.
وی از دانشمندان مهم تفکر سیستمی است. شهرت او به‌دلیل مهمتری اثر او، کتاب پنجمین فرمان(۱۹۹۰) است. این کتاب در ایران ترجمه شده‌است و دربارهٔ سازمان یادگیرنده است.

## سازمان یادگیرنده و تفکر سیستمی

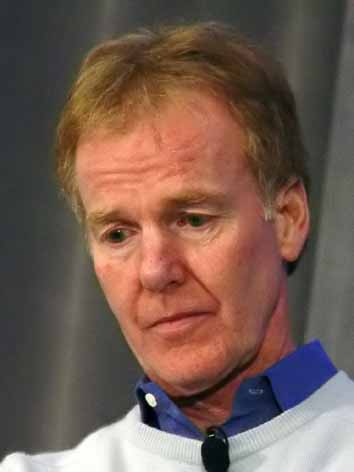
پیتر سنگه

به اعتقاد سنگه سازمان‌های یادگیرنده، سازمان‌هایی هستند که مردم در آن‌ها به‌طور پیوسته ظرفیت‌های خود را گسترش می‌دهند تا نتایجی را که جدا آرزومند هستند خلق کنند. در چنین سازمان‌هایی، مدل‌های نوین گسترش‌یابندهٔ تفکر پرورش می‌یابند، جایی‌که آرزوی جمعی آزاد می‌شود و جایی‌که مردم به‌طور پیوسته یادمی‌گیرند تا کلیت باهم بودن را ببینند. 
او مطرح می‌کند که آن سازمان‌هایی که قادرند خود را حوزه کاری خود و یا در بازار، به سرعت و به‌طور مؤثر تطبیق دهند، خواهند توانست به برتری دست یابند. 
برای آنکه یک سازمان یادگیرنده داشته باشیم دو شرط می‌بایست در همه حال وجود داشته باشد: 
شرط نخست توانایی طراحی سازمان به نحو متناسب با نتایج مورد نظر و مطلوب است. شرط دوم، توانایی تشخیص هنگامی است که نتایج حاصله با سمت‌گیری اولیه منطبق نباشد و بتواند بموقع اقدامات مقتضی را برای تصحیح این عدم انطباق به عمل آورد و گام‌های ضروری را بردارد. سازمان‌هایی که قادر به انجام چنین امری باشند، نمونه و سرمشق قرار خواهند گرفت.
سنگه معتقد به نظریه سامانه‌ها است. به نظر او، تفکر سیستمی سنگ بنای سازمان یادگیرنده است. تفکر سیستمی، بیش از آن‌که بر روی افراد درون سازمان متمرکز شود، بر روی تأثیرات متقابل دیگر اجزای سیستم با فرد مورد مطالعه متمرکز می‌شود. سنگه ترجیح می‌دهد به تعداد بسیار زیادی از تعاملات درون سازمان و مابین سازمان‌ها توجه کند.
از نظر او سازمان‌های یادگیرنده، سازمان‌هایی هستند که در آن افراد به‌طور مستمر توانایی خود را برای ایجاد نتایجی که واقعا آن‌ها را می خواهند، گسترش می‌دهند، در حالی که الگوهای جدید و گسترده ای از تفکر پرورش داده می‌شود. جایی که افراد به‌طور مداوم به یادگیری جهت دستیابی به آرمان‌ها می پردازند. او استدلال می‌کند که تنها سازمان‌هایی که بتوانند به سرعت و به‌طور مؤثر با تغییرات انطباق دهند، قادر به برتری در حوزه  بازار خواهند بود. سنگه می‌گوید برای اینکه یک سازمان به عنوان سازمان یادگیرنده شناخته شود باید در هر زمان دو شرط وجود داشته باشد. اول، توانایی طراحی سازمان برای مطابقت با نتایج مورد نظر، و دوم توانایی تشخیص زمانی که جهت اولیه سازمان متفاوت از نتیجه مورد نظر است و مراحل لازم برای اصلاح این عدم تطابق را پیگیری نماید. اوهمچنین به تفکر سیستمی اعتقاد داشت که بعضی اوقات به عنوان «سرآغاز» سازمان یادگیرنده اشاره شده‌است. تفکر سیستمی متمرکز بر این است که چگونه فرد مورد مطالعه در تعامل با سایر مؤلفه‌های سیستم در ارتباط است. همچنین در این تفکر به جای تمرکز بر افراد در یک سازمان، ترجیح می‌دهد تعداد بیشتری از تعاملات درون سازمانی و در بین سازمان‌ها را به‌طور کلی در نظر بگیرد.